# Salangapalayam
Salangapalayam é uma panchayat (vila) no distrito de Erode, no estado indiano de Tamil Nadu.

## Demografia
Segundo o censo de 2001,  Salangapalayam  tinha uma população de 14,456 habitantes. Os indivíduos do sexo masculino constituem 50% da população e os do sexo feminino 50%. Salangapalayam tem uma taxa de literacia de 54%, inferior à média nacional de 59.5%: a literacia no sexo masculino é de 65% e no sexo feminino é de 43%. Em Salangapalayam, 9% da população está abaixo dos 6 anos de idade.